# Miloš Vojtěchovský (lékař)
Miloš Vojtěchovský (4. února 1925 Vrbice – 24. února 2019) byl český lékař.
Byl psychiatrem působícím převážně v oboru geriatrie, zabýval se ale i neurologií, internou, farmakologií, thanatologií a lékařskou etikou. V roce 1950 promoval na Fakultě všeobecného lékařství UK v Praze. Kandidátskou disertační práci obhájil v roce 1963. Docentem v oboru psychiatrie se stal v roce 1969. Působil na neurologickém pracovišti v Karlových Varech, ve Výzkumném ústavu výživy lidu v Praze-Krči, Farmakologickém ústavu Lékařské fakulty Hygienické v Praze, Psychiatrických léčebnách v Horních Beřkovicích a v Bohnicích, na Psychiatrické klinice 1. LF UK a VFN.[zdroj?]
Účastnil se také výzkumu LSD v Československu.